# Lucifer (bier)
Lucifer is een Belgisch bier.
Het bier wordt gebrouwen door Brouwerij Het Anker te Mechelen.

## Geschiedenis
Oorspronkelijk was Lucifer een amberkleurig bier van Brouwerij Vondel uit Meulebeke. De brouwerij stopte in 1957 en werd eerst overgenomen door Brouwerij Artois en vervolgens door Brouwerij Rodenbach. Tot begin jaren ’70 werd nog gebrouwen te Meulebeke. In 1976 werden de leegstaande gebouwen door het gemeentebestuur gekocht van brouwerij Rodenbach. Het is niet duidelijk sinds wanneer Lucifer werd geproduceerd. Als het bier van brouwerij Vondel was, moet het dateren van vóór 1957.
Het is in ieder geval een aantal jaren van de markt verdwenen, tot Brouwerij Riva uit Dentergem het merk overnam van Rodenbach en het begin jaren ’80 opnieuw lanceerde als een zwaar blond bier. In 2002 veranderde brouwerij Riva van eigenaar en de nieuwe eigenaars gaven de brouwerij de naam Liefmans Breweries.
In 2007 ging Liefmans Breweries failliet en werd in 2008 overgenomen door Brouwerij Duvel Moortgat. Deze had echter geen plannen met Lucifer en gaf het langdurig in licentie aan Brouwerij Het Anker, die het begin 2009 terug op de markt bracht. Het Anker is geen eigenaar van het merk, maar heeft de productie- en verkoopsrechten. Duvel-Moortgat behoudt het eigendom van het merk, zodat ze kunnen verhinderen dat Lucifer een concurrent van Duvel wordt.

## Het bier
Lucifer is een blond speciaalbier van hoge gisting met een alcoholpercentage van 8%. Het heeft een densiteit van 17° Plato en is 3 jaar houdbaar.